# 大石良勝
大石 良勝 （おおいし よしかつ、天正15年（1587年） - 慶安3年8月23日（1650年9月18日））は、安土桃山時代から江戸時代初期にかけての武将。常陸国笠間藩浅野氏の家臣。通称は内蔵助（くらのすけ）・新七郎（しんしちろう）・五左衛門（ござえもん）。赤穂事件で有名な大石良雄は曾孫にあたる。

## 生涯
天正15年（1587年）、関白豊臣秀次の家臣・大石良信の次男として誕生。母は近衛家家臣・進藤長治の娘・志茂。兄に大石良照、弟に大石信云がいる。
はじめ僧になるため石清水八幡宮の宮本坊に入れられていたが本人はこれを嫌がり、慶長5年（1600年）に京都を脱走して江戸の浪人となった。慶長9年（1604年）、下野国真岡藩主・浅野長重に仕える。300石の小姓であったが、元和元年（1615年）の大坂夏の陣における天王寺合戦において著しい武功をあげたため、1500石の筆頭家老となり、また良勝の子孫も代々筆頭家老の地位を約束されるという永代家老家とされた。
慶安3年（1650年）8月23日に京都において死去。享年64。京都妙心寺に葬られた。法名は法徹院雪龐関。
伯父・大石良定の三女を妻に迎え、息子に大石良欽（赤穂藩浅野家筆頭家老）、大石良重（赤穂藩浅野家家老）、奥村具知（富山藩前田家家臣）、小山良秀（赤穂藩浅野家家臣）、大石良次（高松藩松平家家臣）を儲けた。また娘も2人おり、それぞれ近衛家家臣・進藤長定と赤穂藩士・進藤俊式に嫁いでいる。良欽の孫が「赤穂浪士の大石内蔵助」で有名な大石良雄である。

## 関連作品

### 小説
- 『叛旗兵』（1976年 - 山田風太郎）